# Oenanthe pleschanka

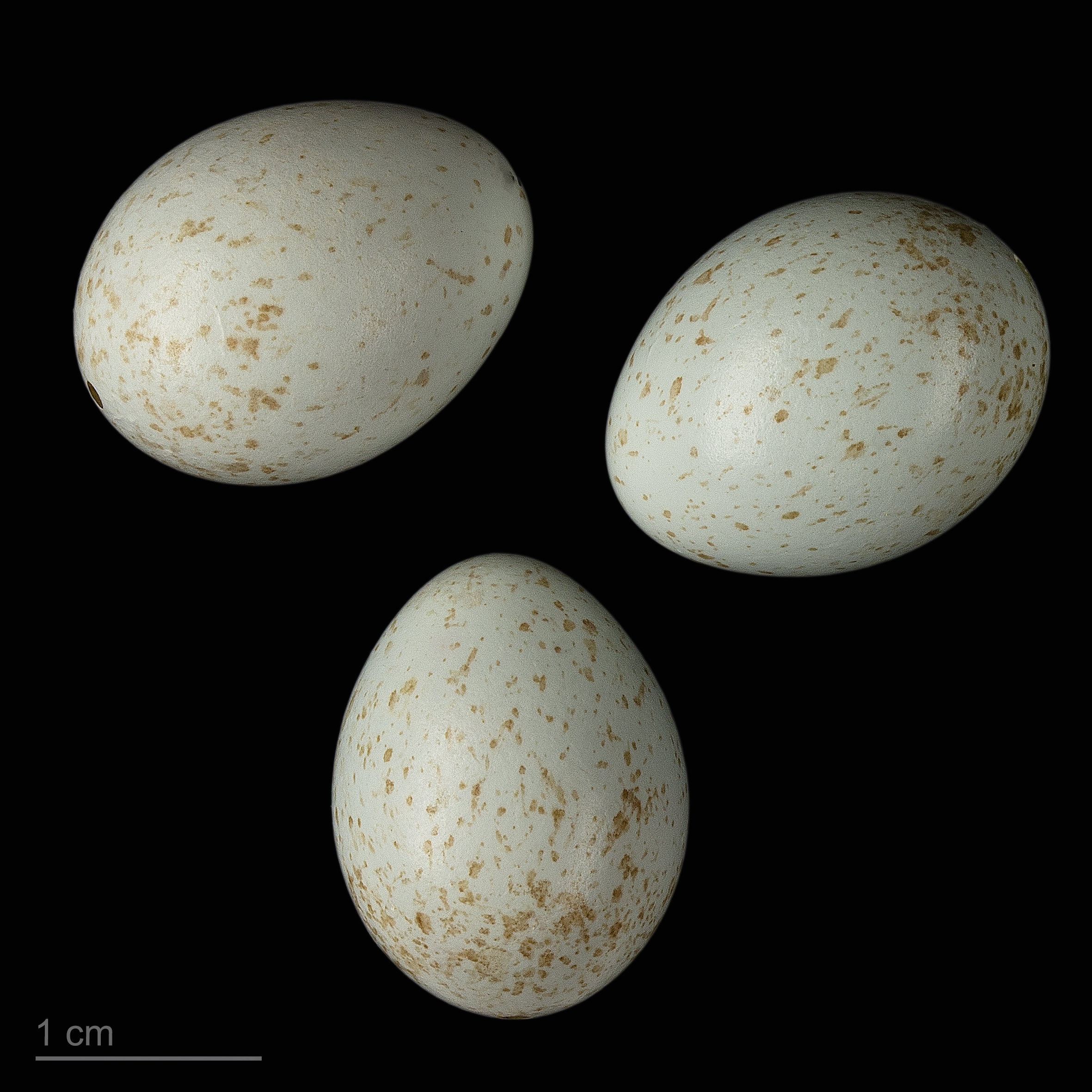
Oenanthe pleschanka - MHNT

La collalba pía (Oenanthe pleschanka) es una especie de ave paseriforme de la familia Muscicapidae. Es una especie migratoria que se reproduce en Asia central, desde el extremo sureste de Europa hasta China, y pasa el invierno en la India y el noreste-este de África. Es un divagante muy raro a Europa occidental.

## Distribución geográfica yhábitat
Es originaria del sudeste de Europa y Asia Occidental. El área de reproducción se extiende desde Rumania y Bulgaria a Siberia, Altái y Mongolia, y hacia el sur hasta el Cáucaso, Transcaspia, Turquestán, Irán y Afganistán. Se presenta en altitudes de hasta 2000 metros en el Altái y hasta 3000 metros en Tien Shan.
Migra hacia el noreste de África durante el invierno, pasando por el suroeste de Asia en el camino. En la temporada de cría se encuentra en campo abierto, estepas con escasa vegetación, laderas pedregosas y colinas. En sus cuarteles de invernada en África vive en lugares similares con rocas, pedregales y en las llanuras con matorral espinosos. A veces visita a áreas verdes y jardines. Se ha registrado como vagabundo en Italia, Heligoland y Escocia.

### Lectura adicional
- Ullman, Magnus (1994) Identification of Pied Wheatear and Eastern Black-eared Wheatear Dutch Birding 16(5): 186-194